# Даунсвил (Луизијана)
Даунсвил (енгл. Downsville) град је у америчкој савезној држави Луизијана.

## Демографија
По попису из 2010. године број становника је 141, што је 23 (19,5%) становника више него 2000. године.
| Група             | 2000.       | 2010.       |
| Белци             | 115 (97,5%) | 126 (89,4%) |
| Афроамериканци    | 3 (2,5%)    | 3 (2,1%)    |
| Азијати           | 0 (0,0%)    | 0 (0,0%)    |
| Хиспаноамериканци | 0 (0,0%)    | 12 (8,5%)   |
| Укупно            | 118         | 141         |